# Фрумоаса (Бакау)
Фрумоаса (рум. Frumoasa) насеље је у Румунији у округу Бакау у општини Балкани. Oпштина се налази на надморској висини од 371 m.

## Становништво
Према подацима из 2002. године у насељу је живело 3651 становника.

### Попис2002.
| Расподела становништва по националности 2002.‍ | Расподела становништва по националности 2002.‍ | Расподела становништва по националности 2002.‍ | Расподела становништва по националности 2002.‍ | Расподела становништва по националности 2002.‍ |
| --------------------------------------------- | --------------------------------------------- | --------------------------------------------- | --------------------------------------------- | --------------------------------------------- |
|                                               |                                               |                                               |                                               |                                               |
| Румуни                                        | Румуни                                        |                                               | 3.355                                         | 91,9%                                         |
| Мађари                                        | Мађари                                        |                                               | 67                                            | 1,8%                                          |
| Роми                                          | Роми                                          |                                               | 45                                            | 1,2%                                          |
| Чанго                                         | Чанго                                         |                                               | 183                                           | 5,0%                                          |